# 레이디 디올
레이디 디올(Lady Dior)은 웨일스 공비 다이애나를 기리기 위해 크리스찬 디올 회사가 핸드백에 붙인 상업적 명칭이다. 1994년 지안프랑코 페레가 차우차우라는 이름으로 디자인했으며, 이후 프린세스로 이름을 바꾼 후 레이디 디올로 개명했다. 프랑스 여배우 마리옹 코티야르는 2008년부터 2017년까지 9년 동안 레이디 디올의 홍보대사로 활동했으며, 2012년에는 이 브랜드를 위해 직접 핸드백을 디자인하기도 했다.